# 다케시타 모토아키
다케시타 모토아키(일본어: 竹下 元章, 1937년 8월 26일~1985년 8월 12일)는 일본의 야구 선수이다. 현역 시절 일본 프로 야구의 히로시마 카프 소속으로 뛰었다.
1985년 8월 12일에 일본항공 123편 추락 사고로 사망했다.